# Медаль «У пам'ять 13 березня 1938 року»

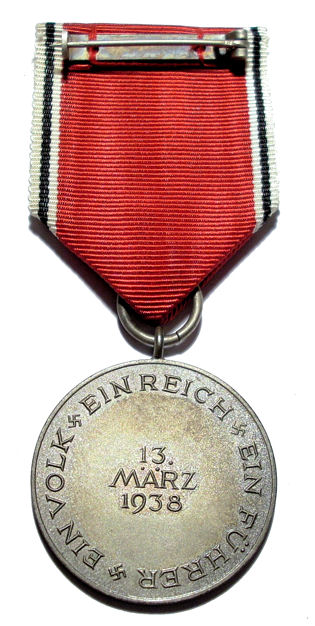
Реверс медалі

Медаль «У пам'ять 13 березня 1938 року» — медаль Третього Рейху на честь аншлюсу.

## Історія
Започаткована 1 травня 1938 року на честь входження території Австрії — країни з німецькомовним населенням, батьківщини Адольфа Гітлера — до складу німецького Третього Рейху.
Нагородження виконувалось до 13 грудня 1940 року (загалом вручено 318689 медалей).
Медаль (чи планка зі стрічкою медалі) носилась на лівому боці грудей.

## Опис
Дизайн медалі розробив професор мистецтв Ріхард Кляйн. Існувало два варіанти:

### Варіант 1
Медаль у формі кола діаметром 33 мм із бронзованої міді з виступаючим бортиком по краю.
На аверсі медалі — рельєфне зображення лівого профілю Адольфа Гітлера, оточене по колу розділеними свастиками словами девізу країни: нім. EIN VOLK ° EIN REICH ° EIN FÜHRER — «один народ, одна держава, один вождь».
На реверсі медалі — розташоване в центрі зображення державного герба й дата: нім. 13. MÄRZ 1938 — «13 березня 1938 року».
Медаль за допомогою вушка й металевого кільця прикріплена до муарової стрічки зі смугами чорного й темно-червоного кольорів з вузькими (шириною 1 мм) смугами білого кольору по краях.
Первинний варіант було відхилено (даних про вручення таких медалей немає), стрічка використана для започаткованої 1938 року медалі за приєднання Судетської області.

### Варіант 2
Медаль у формі кола діаметром 33 мм з посрібленої міді з виступаючим бортиком по краю.
На аверсі медалі — рельєфне алегоричне зображення, що символізує приєднання Австрії до Німеччини: людина, що стоїть на п'єдесталі з гербом Третього Рейху, спирається на древко прапора зі свастикою (Німеччина), допомагає людині, що прагне до цього прапора (Австрії), зійти на п'єдестал.
На реверсі медалі — розташована в центрі дата нім. 13. MÄRZ 1938 — «13 березня 1938 року», оточена по колу розділеними свастиками словами: нім. EIN VOLK ° EIN REICH ° EIN FÜHRER — «один народ, одна держава, один вождь».
Медаль за допомогою вушка й металевого кільця прикріплена до муарової стрічки червоного кольору з вузькими (шириною 1 мм) смугами білого, чорного й білого кольорів по краях.
Цей варіант дизайну аверсу, що мав більш високу художню цінність, надалі використовувався в медалях Медаль «В пам'ять 1 жовтня 1938 року» та «В пам'ять 22 березня 1939 року», що відрізнялись лише матеріалом виготовлення та кольором стрічок.